# Compàs perfecte

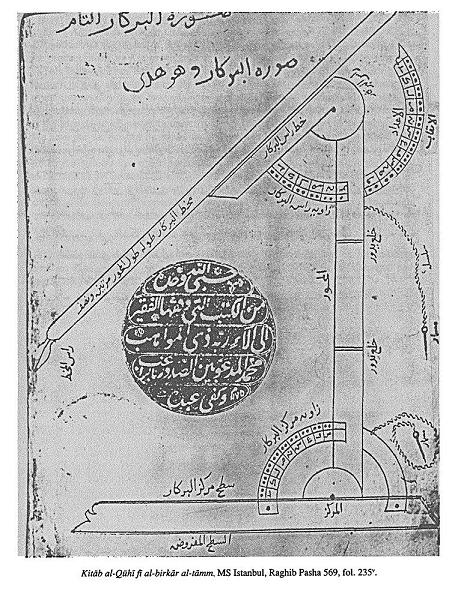
Gravat original del compàs perfecte, perAl-Quhí

El compàs perfecte és un instrument de construcció geomètrica inventada per Al-Quhí, un matemàtic persa del segle X.
Aquest objecte s'utilitza per traçar còniques, és a dir, les seccions d'un con de revolució sobre un pla (cercle, hipèrbola, paràbola i el·lipse); però actualment no s'ha trobat cap vestigi arqueològic que corresponent a la seva descripció.

## Descripció
El compàs perfecte s'assembla al «compàs clàssic»: té dos braços A i B que fan un angle β constant entre ells.
El braç A, fixat al suport, és idèntic a la de l'eix del con. El braç B es mou per la superfície de revolució del con al voltant del seu eix.
El compàs perfecte té dues restriccions addicionals. El braç A roman en un pla perpendicular al pla del traçament i que conté l'eix principal de la cònica, i forma amb aquest eix un angle constant α. El braç B, que descriu la figura geomètrica, és telescòpic.

## Utilització
Cadascun dels angles α i β té un valor menor o igual a 90°, i la naturalesa cònica dependrà dels valors relatius entre aquests angles.Per tant, les figures es dibuixen girant el compàs perfecte al voltant del braç A o al voltant de l'eix del con, que es descriu a l'extrem del braç B:
- un cercle si α=90° i 0<β<90°
- una el·lipse si 0<α<90° i β<α
- una porció de paràbola si 0<α<90° i β=α
- una porció de mitja hipèrbola si 0<α<90° i β>α
- un segment de recta si 0<α<90° i β=90°

És evident que si α=β=90°, el compàs perfecte no podrà dibuixar cap figura.
|  |  |  |  |